# Fabiola Letelier
Fabiola Letelier del Solar (Temuco, 17 de julio de 1929-18 de noviembre de 2021) fue una abogada chilena, destacada por su activismo y defensa de los derechos humanos en Chile y América Latina, y por su compromiso con los movimientos sociales y populares. Fue reconocida con el Premio Nacional de los Derechos Humanos de Chile en 2018.
Participó en la Comisión Interamericana de Mujeres (1964-1970), la organización de la UNCTAD III (1971-1972), se incorporó como abogada defensora de los perseguidos por la dictadura chilena al Comité Pro-Paz (1974-1974) y a la Vicaría de la Solidaridad (1976-1980), fue fundadora y Presidenta de CODEPU (1980-1998).
Fue la abogada querellante en el «caso Letelier» (1980-1995), proceso abierto en Chile por el asesinato de su hermano, Orlando Letelier, a manos de la DINA y con complicidad de la CIA, en Washington D. C. En dicho caso consiguió la condena de los militares chilenos, Manuel Contreras, jefe de la DINA, y de Pedro Espinoza, oficial del mismo organismo, siendo primera vez que el jefe de la policía secreta de una dictadura latinoamericana era efectivamente procesado y condenado.

## Vida familiar y estudios
Sus padres, Orlando Letelier Ruíz e Inés del Solar Rosenberg, estuvieron siempre involucrados en círculos artísticos y culturales, formando un hogar donde las letras y las humanidades fueron fundamentales en la vida y desarrollo de sus tres hijos: Mariana, Fabiola y Orlando. Su padre, masón y militante del Partido Radical, “era un progresista, aficionado a las carreras de caballos y al boxeo, […] visto como la ‘oveja negra’ en una familia de origen francés, en la que abundaban los banqueros, latifundistas, abogados y médicos”, al decidir dedicarse a la industria gráfica, instalándose primero con una imprenta en Temuco, y luego siendo el Jefe de Publicaciones de la Universidad de Concepción. Por otro lado, su madre, poetisa y voluntaria de la Cruz Roja en Temuco, durante la dictadura participó activamente en el Comité Pro-Retorno de los Exiliados y en el Colectivo de Mujeres por la Vida, junto a su hija Fabiola y otras feministas y luchadoras sociales chilenas.
Vivió su primera infancia en Temuco y luego, por el trabajo de su padre, su familia se traslada a Santiago, e ingresa a realizar su enseñanza escolar al Liceo Nº1 Javiera Carrera. Con 17 años obtuvo su Bachillerato en Letras en la Universidad de Chile en 1946, estudió luego derecho en la Universidad Católica y en la Universidad de Chile entre 1946 y 1951, rindiendo su examen de grado y presentando su memoria de licenciatura con posterioridad sobre el sistema de guardas en el derecho chileno. En su paso por la Universidad Católica conoció a Fernando Leiva, con quien se casó, tuvo cuatro hijos, y de quien se terminó divorciando a fines de la década de los años 60. Por criar a sus hijos, y pese a haber ingresado muy joven a la educación superior, fue sólo en 1963, con casi 34 años, que obtuvo su licenciatura en Ciencias Jurídicas y Sociales por la Universidad de Chile y se tituló de abogada. A escondidas de su esposo, ocultando sus textos y libros de estudio en uno de los cuartos de la casa, pudo estudiar para rendir su examen de grado y entregar su memoria de prueba para obtener la licenciatura.

[…] Provengo de una familia burguesa. Mi padre era laico, absolutamente laico. Era masón, por lo que me dio una educación laica. Nunca asistí a escuelas confesionales. Fui al colegio fiscal en Chile, y me gradué en la universidad de Chile. Me casé y tuve hijos antes de obtener mi grado, y por muchos años me dediqué a su cuidado. Fue después de que mis cuatro hijos nacieran que me gradué. Fue mucho trabajo, porque tuve que pasar nueve meses haciendo nada más que estudiar, y por supuesto que que mi marido se oponía. Mi marido es uno de esos típicos hombres latinoamericanos, muy machista, que piensa que las mujeres simplemente deben quedarse en casa y criar a los hijos. No se involucró en la crianza de nuestros hijos; esa fue una de las razones por la que nos separamos.
Fabiola Letelier

En 1969 y mientras cumplía funciones en la Comisión interamericana de Mujeres, realizó cursos de postgrado en derecho penal en la Universidad de Maryland, Estados Unidos. Retornada ya la democracia, en 1990 participa en el Seminario sobre Protección Internacional de los Derechos Humanos impartido por el Instituto Holandés de Derechos Humanos de la Universidad de Utrecht, y el Programa de Derechos Humanos de la Academia de Humanismo Cristiano. En 1997 asiste al Segundo Curso Regional sobre Derecho Internacional de los Derechos Humanos en la Facultad de Derecho y Ciencias Sociales de la Universidad Diego Portales.

## Trabajo internacional

### Período en Estados Unidos (1963-1970)
Como joven abogada, sus dos especialidades fueron el estudio del estatuto jurídico de la mujer en Chile y América Latina, y el derecho comparado americano. Ambas áreas tratadas desde la perspectiva de los derechos humanos que ya en los años 60’ se desarrollaba y comenzaba a materializarse en distintos organismos e instrumentos de derecho internacional. Desde ese conocimiento y con esa experiencia llega a formar parte de la Comisión Interamericana de Derechos Humanos en 1964.
Ahí, fueron tres las principales áreas las en que asumió labores:
1. En la preparación y coordinación del Primer Seminario sobre Integración Latinoamericana;
2. En la dirección, selección e implementación de programas de Formación Para Mujeres Dirigentes y la problematización de la situación de la mujer campesina;
3. En la reestructuración y elaboración de un nuevo estatuto orgánico para la comisión.

Durante su estadía de ocho años en Estados Unidos, y con la participación en organismos internacionales, fueron dos los procesos que influyeron en su desarrollo profesional y en su maduración política e ideológica: el movimiento por los derechos civiles en los Estados Unidos, sobre todo la figura de Martin Luther King, y los procesos de liberación y resistencia en América Latina.

Viví en los Estados Unidos por ocho años durante un periodo muy importante, entre 1963 y 1970. Estaba en Washington durante el movimiento de derechos civiles cuando Martin Luther King y el Presidente John Kennedy fueron asesinados. Presencié las manifestaciones contra la Guerra de Vietnam donde los jóvenes quemaban sus tarjetas de reclutamiento; la integración en las escuelas comenzó. Esos fueron años que me afectaron inmensamente, el ver cómo un pueblo -negros y blancos- buscaron la igualdad. Martin Luther King me tocó profundamente, porque él verdaderamente luchó por su pueblo. En este tiempo yo estaba en la delegación chilena ante la Organización de Estados Americanos (OEA), bajo el gobierno de Frei, un gobierno que entonces consideraba democrático. De muchos maneras mi experiencia en la OEA fue bastante negativa, pero también me permitió descubrir las políticas de los diferentes gobiernos. (...) También hubo eventos en América Latina que me conmovieron profundamente, como la intervención de Estados Unidos en República Dominicana, a la que el gobierno de Frei se opuso. En una mano observaba la evolución del pueblo estadounidense; en la otra, el proceso de liberación latinoamericana. Cuando Camilo Torres fue asesinado, justo estaba en una cena en Washington ofrecida por una familia colombiana muy rica y poderosa. El hombre tenía un alto cargo en el Banco Interamericano de Desarrollo, y luego se convirtió en un importante oficial del gobierno colombiano. Estábamos a la mitad de la cena cuando las noticias sobre la muerte del revolucionario llegaron. La reacción de la gente simplemente fue que el problema estaba resuelto, lo habían matado. Nadie habló de Torres como un hombre que vivió por sus convicciones, luchando codo a codo con los pobres y explotados. Esto me dejó una impresión muy profunda. [...] En Washington comencé un proceso de cambio, y he madurado ideológicamente de manera sostenida desde entonces, moviéndome siempre hacia la izquierda.
Fabiola Letelier

### UNCTAD III
El 3 de abril de 1972 se inauguró en Santiago la sede de la III Conferencia de las Naciones Unidas sobre Comercio y Desarrollo en el Tercer Mundo, más conocido como UNCTAD III.
Llegado el gobierno de la Unidad Popular, Fabiola Letelier regresa a Chile y entre 1971 y 1972 participa junto a Olga Poblete, y con el apoyo de Hortensia Bussi, como Secretaria Ejecutiva de la Comisión de Hospitalidad y Conocimiento de Chile de la Conferencia. Esta comisión estaba encargada de recibir a los delegados de todo el mundo y de mostrarles la realidad chilena, más allá de las visitas o actividades oficiales agendadas desde la organización de la conferencia.

Teníamos por finalidad muy concreta, preparar los documentos básicos que sirvieran para desempeñar dicha función en la reunión y, especialmente, las visitas que los delegados extranjeros decidieran, atendiendo a sus intereses específicos, que no fueran las visitas oficiales decretadas por el comité mismo de la UNCTAD. Fue un trabajo intenso, tremendamente arduo pero muy apasionado, porque los delegados que concurrieron […] eran más de dos mil. Para atender estos diversos ámbitos de interés les formamos delegados acompañantes, estos delegados eran chilenos de distintas universidades y distintas instituciones que hablaban el idioma del delegado extranjero, de tal manera que hacia mas fácil el conocimiento que ellos tuvieran del país y así, responder a sus intereses específicos.
Fabiola Letelier

## Trabajo durante la dictadura militar

### Comité Pro Paz
Desde comienzos de 1974, Fabiola Letelier integra el equipo de abogados que asiste este esfuerzo ecuménico de las iglesias cristianas y la comunidad judía. Primero como abogada externa, luego como parte de la planta permanente del comité. Con José Zalaquett como coordinador del área jurídica del comité, inicialmente los abogados internos (de planta y jornada completa) fueron Marcos Duffau, Antonio Raveau, Fernando Guzmán, Sergio Concha, y Antonio Cancino. Entre los abogados externos (a honorarios) inicialmente estaban Fabiola Letelier, Roberto Garretón, Andrés Aylwin, Hernán Montealegre, Jaime Lazo, Héctor Valenzuela, Jorge Molina, Sergio Fernández Farías, Rosemarie Bornand, Eduardo Melo, Jorge Sellon, Gastón Harrison, Héctor Paul, Rolando Gaete, Graciela Rafart, Carlos Kunsmuller, Carlos Pizarro. Los procuradores fueron: Verónica Matus, Gloria Torres, Álvaro Varela y Fernando Zegers.
Junto con la presentación de recursos de amparo y las solicitudes de ministros en visita en las distintas causas persecutorias iniciadas por el régimen militar, Fabiola Letelier tuvo a su cargo la puesta en marcha del Programa de Indultos del comité, destinado a defender a las personas juzgadas y condenadas por los Consejos de Guerra de la dictadura. En tal calidad presentó a la Comisión de Indultos del Ministerio de Justicia, las peticiones de conmutación de penas de presidio por la de extrañamiento, dirigidas a obtener la autorización para hacer abandono del país a personas condenadas por los tribunales militares, tramitando más de 70 presentaciones, logrando en la casi totalidad de dichos casos la salida del país de los prisioneros, evitando nuevas torturas, la cárcel y el fusilamiento.
El malestar que la acción de este comité generó al interior de la Junta Militar de la dictadura se expresó en múltiples presiones y amenazas que forzaron su cierre.

### Vicaría de la Solidaridad
Tras el cierre forzado del Comité Pro-Paz por las presiones de Pinochet y la junta militar, el Cardenal Raúl Silva Henríquez solicita al Papa Pablo VI la creación de la Vicaría de la Solidaridad, con la finalidad de otorgar asistencia jurídica y social a los perseguidos por la dictadura, siendo su primer vicario Cristian Precht, antes secretario ejecutivo del Comité Pro-Paz.
Si su experiencia en el trabajo internacional la llevó a formarse e identificarse como una mujer de izquierda, fue el trabajo diario tanto en el Comité Pro-Paz como en la Vicaría de la Solidaridad, donde Fabiola Letelier realmente se formaría como abogada.

Esta experiencia fue de profundo valor formativo, ya que pude vivir la solidaridad basada en la justicia […] Por otra parte, me permitió valorar, como nunca antes lo había hecho, la profesión de abogado y la responsabilidad que significa tener esta preparación profesional. Tuve que prepararme en una especialidad que nunca antes había ejercido -el Derecho penal y el derecho Militar Penal- y lo que es más importante, tomé conciencia de lo que son las limitaciones de las Garantías Constitucionales y los Derechos Fundamentales del ser humano como, asimismo, de la necesidad de estudiar, promover y aplicar transformaciones al sistema y vida carcelaria del país...
Fabiola Letelier

Al constituirse la Vicaría, Fabiola desempeñó el cargo de Jefa de la Unidad de Procesados y Condenados. Además, se encargó de la coordinación del Equipo de Abogados colaboradores de la Vicaría, que tenían bajo su responsabilidad las defensas jurídicas ante los Tribunales Militares y Ordinarios, y las presentaciones administrativas ante las autoridades de la dictadura. Luego formó parte del Equipo de Justicia Ordinaria asistiendo a las familias y siguiendo los procesos en los casos de detenidos-desaparecidos, haciéndose cargo de la defensa en más de 50 casos activos de manera simultánea.

### Comité de Defensa de los Derechos del Pueblo (CODEPU)
Avanzada la dictadura, la cobertura de la defensa jurídica que ofrecía la Vicaría de la Solidaridad se hacía estrecha, pues si bien se defendía entonces a muchos presos políticos y perseguidos, no se patrocinaba a todos, negándose a defender a aquellos involucrados en hechos de sangre.
Junto a la religiosa Blanca Rengifo, también junto a Fernando Zegers, María Elena López, y Rafael Maroto, Fabiola Letelier sale de la Vicaría de la Solidaridad y con ellos funda el Comité de Defensa de los Derechos del Pueblo, organismo que postularía la tesis del derecho a defensa amplio de las personas, de todas y todos los perseguidos incluidos los involucrados en conflictos armados, además de constituirse como un referente y espacio de rearticulación de las organizaciones de masas que luchaban contra la dictadura: estudiantes, pobladores, mujeres y trabajadores, encontraron en CODEPU un espacio de contención, defensa y asistencia amplia en su lucha contra la represión dictatorial.
Esta concepción amplia divergente a la sostenida por las iglesias expresada en la actividad del Comité Pro-Paz y la Vicaría, fue fundamental en la actividad de CODEPU. Presidido por Fabiola Letelier, este comité incorporó al lenguaje político y jurídico de los luchadores y luchadoras sociales de la época nociones como el derecho a la existencia, a la autodeterminación y el derecho a la rebelión de los pueblos, recogida ya en 1976 en la Carta de Argel (Declaración Universal de los Derechos de los Pueblos), ampliando la contenida y desarrollada en la Declaración Universal de Derechos Humanos, el Pacto de San José y el Pacto Internacional de Derechos Civiles y Políticos.
En su calidad de Presidenta de CODEPU, atendida la transversalidad del trabajo ahí emprendido, fue oradora principal en las principales jornadas de protesta nacional vividas en el país en el año 1983.

## Abogada de Derechos Humanos en democracia
El caso del asesinato de su hermano Orlando Letelier quedó fuera de la Ley de Amnistía en Chile N° 2191, esto posibilitó la investigación de parte del ministro Adolfo Bañados, quién condenó a los exmiembros de la DINA Manuel Contreras y Pedro Espinoza, como autores de homicidio, la Corte Suprema condenó el 30 de mayo de 1995 en sentencia definitiva a penas de 6 y 7 años a los exagentes. Fabiola Letelier estuvo presente en todas las etapas de juicio como los alegatos finales en la Corte Suprema.
En el año 2015 participó en el caso Eugenio Berríos exagente de la DINA, asesinado por sus excompañeros, este caso identificó los vínculos entre los militares chilenos, militares uruguayos y los funcionarios de inteligencia, vigentes aún en plena democracia. La abogada participó en el año 2016 el caso de los estadounidenses Frank Teruggi y Charles Horman culminó con una sentencia del 21 de julio de 2016, la Corte Suprema condenó a exmiembro del Ejército Pedro Espinoza Bravo a la pena de 15 años y un día de presidio, en calidad de autor de ambos homicidios, el coronel en retiro del Ejército Rafael González Berdugo fue condenado a 3 años y un día, con el beneficio de la libertad vigilada, en calidad de cómplice del homicidio.
El 23 de julio de 2018 se le otorgó el Premio Nacional Derechos Humanos, entregado por el Instituto Nacional de Derechos Humanos. Al conocer del galardón, Letelier afirmó:

Este premio no es ni debe ser sólo para mí, sino para todas las luchadoras y los luchadores anónimos que trabajaron y estuvieron conmigo por tantos años, muchos de ellos que hoy ya no están, y que jamás han sido reconocidos. También es hoy un recordatorio de la importancia de valorar y reconocer a todas y todos los que hoy siguen trabajando por la justicia en todo ámbito, luchando por la  libertad, la democracia verdadera y el fin de la impunidad.
Fabiola Letelier

## Fallecimiento
El 18 de noviembre de 2021, tras una breve serie de accidentes vasculares que mermaron su salud, fallece en su hogar, en la ciudad de Santiago. Murió en paz, rodeada por su familia y seres queridos. 

### Velorio Popular en Museo de la Memoria y los Derechos Humanos
El velorio se realizó el viernes 19 de noviembre, en la explanada del Museo de la Memoria y los Derechos Humanos. Desde el mediodía hasta el anochecer centenares de personas acudieron a despedir a la abogada, entre música, poesía y emotivos testimonios sobre su quehacer político, profesional y humano, a lo largo de sus 50 años de trabajo como abogada. Del evento quedó un registro audiovisual realizado por el Museo de la Memoria.

### Misa en Iglesia San Ignacio
Fabiola Letelier desarrolló un estrecho vínculo y amistad con la congregación jesuita representada en el Padre José Aldunate, razón en virtud de la cual la misa tras su velorio se realizó en la Iglesia San Ignacio, ubicada en la comuna de Santiago, lugar donde trabajaron sus amigos y compañeros. Los compromisos políticos, sociales y éticos de Fabiola Letelier se nutrieron desde muy temprano de figuras del mundo eclesiástico, monjas y curas obreros, como Blanca Rengifo, Rafael Maroto, en aquel momento Sergio Concha, y luego también el mismo Padre José Aldunate, entre otros. Su comunidad de fe fue aquélla, la vinculada a la teología de la liberación, la de los curas obreros ("curas rojos"), particularmente aquéllos de la congregación jesuita con quienes compartió no sólo en la lucha por la vida, contra la dictadura, sino también en las décadas siguientes, en distintos espacios, en aras de la construcción de una democracia profunda y verdadera, con justicia social. 
En la liturgia se le homenajeó con la interpretación de una "cueca sola", la cueca creada por la Agrupación de Familiares de Detenidos Desaparecidos, con la intervención de Gabriel Salazar, entre otras intervenciones.

## Participación en otros frentes u organismos
- Integrante del directorio de EPES - Educación Popular en Salud
- Vicepresidenta de la rama chilena de la Asociación Americana de Juristas,  integrante de consejo consultivo del organismo hasta 2018.[18]
- Integrante del Consejo Editorial de Revista Reflexión y Liberación, revista ecuménica
- Miembro del Colegio de Abogados de Chile

## Misiones de Derechos Humanos y conferencias
Algunas de las misiones y conferencias a las que asistió Fabiola Letelier:
- 2005: "La impunidad como obstáculo para la construcción de la democracia: la eficacia de Justicia Transnacional, Experiencia de América Latina y España” organizado por la Asociación Catalana de Abogados Democráticos y la Fundación Internacional Olaf Palme - Oradora de clausura, Barcelona, España.
- 2004: Conferencista de Earlham College, "Derechos humanos: hacer realidad el sueño", Richmond, Indiana.
- 2003: Conferencia "Treinta años después del cambio de régimen patrocinado por los EE. UU.", Conferencia organizada por el National Lawyers Guild, el capítulo de Nueva York y el capítulo de la Facultad de Derecho de Nueva York, y el Law School Justice Center de Nueva York, Nueva York.
- 2003: "El caso Pinochet: lecciones de 30 años de la lucha transnacional contra la impunidad" - Expositora, seminario organizado por el Institute for Policy Studies, Washington D. C., y la Facultad Latinoamericana de Ciencias Sociales (FLACSO), Santiago, Chile.
- 2003: "Democracia en América Latina: Treinta años después del 11-S de Chile" - Oradora principal, Universidad de Albany, Nueva York.
- 2003: "Chile, treinta años después" - Ponente, coloquio organizado por el alcalde de París, la Fundación Francesa para la Libertad y la Asociación para la Cooperación y el Desarrollo del Intercambio con América Latina, París, Francia.
- 2000: Federación Internacional por los Derechos Humanos y Organización para la Promoción y Defensa de los Derechos Humanos en Perú - Observadora Internacional de los primeros juicios públicos de la Comisión de Verdad y Justicia peruana sobre violaciones de derechos humanos e impunidad en Perú, Ayacucho, Perú.
- 1999: Conferencia de la Paz Mundial, Organización de las Naciones Unidas - Ponente, La Haya, Holanda.
- 1998: Conferencia de la Federación Internacional por los Derechos Humanos sobre la situación de los trabajadores de derechos humanos en Colombia - Oradora, Bogotá, Colombia.
- 1997: Segundo Seminario de la Región de los Andes sobre Impunidad, organizado por la Federación de Familias de Desaparecidos de Colombia - Oradora, Bogotá, Colombia.
- 1996: Seminario internacional sobre la impunidad y su impacto en los procesos democráticos, organizado por CODEPU, SERPAJ y FASIC - Coordinadora, Santiago, Chile.
- 1996: "Luchando por los derechos humanos: Lecciones pasadas, políticas para el futuro" y "Conferencia internacional sobre derecho militar y derechos humanos" - Representante de América Latina y oradora, Centro de investigación Thomas J. Dodd, Universidad de Connecticut, y Facultad de Derecho de la Universidad de Connecticut.
- 1996: Seminario internacional, "Cincuenta años después del Tribunal de Nuremberg: los derechos humanos y el estado de derecho" – Ponente, Universidad de Connecticut.
- 1995: “Conmemoración Internacional del 50º aniversario del Tribunal de Nuremberg” - invitada como la único representante de América Latina a la conferencia organizada por la Municipalidad de Núremberg, Centro de Documentación de América Latina, e Iglesia Evangélica Luterana de Alemania, Núremberg, Alemania.
- 1994: Instituto Latinoamericano de Servicios Legales Alternativos - Ponente, Cartagena de Indias, Colombia.
- 1992: Tribunal Permanente de los Pueblos, "La conquista de América y el Derecho Internacional" - Miembro del jurado, Padua y Venecia, Italia.
- 1992: Fundación Latinoamericana Orlando Letelier - Invitado Especial, 16 ° Aniversario Conmemoración de la muerte de Orlando Letelier, Caracas, Venezuela.
- 1990: Fundación Lelio Basso y Tribunal Permanente de los Pueblos - Invitada Especial, Conferencia en Solidaridad con Chile, Roma, Italia.
- 1990: Tribunal Permanente de los Pueblos - Miembro, Sesión de Ecuador, Guayaquil, Ecuador.
- 1987: Simposio Internacional para la Democracia y los Derechos Humanos en Chile - Representante de CODEPU, Quito, Ecuador.
- 1986: Conferencia Internacional sobre la Deuda Externa de América Latina - Representante de CODEPU, La Habana, Cuba.
- 1986: Declaración de Argel sobre los Derechos de los Pueblos - Representante de CODEPU, Atenas, Grecia.
- 1985: Conferencia Mundial para el Examen y la Evaluación de los Logros del Decenio de las Naciones Unidas para la Mujer  – Conferenciante en el Tercer Foro Mundial sobre la Mujer, los Derechos Humanos y el Desarrollo, Nairobi, Kenia.
- 1983: Conferencia de Solidaridad con Chile - Representante de CODEPU, La Habana, Cuba.
- 1983: Liga Internacional por los Derechos y la Liberación de los Pueblos - Junta Directiva, Roma, Italia.
- 1982: Seminario Internacional de Derechos Humanos, ALDHU - Junta Directiva, Quito, Ecuador.
- 1980: Asociación Latinoamericana de Derechos Humanos (ALDHU) - Miembro electa de la Junta Directiva, Reunión Constitutiva, Quito, Ecuador.

## Premios y reconocimientos
Algunos de los reconocimientos que le han sido otorgados:
- 2018: Premio Nacional de Derechos Humanos 2018 (Chile)[19]
- 2000: Federación de Estudiantes Universitarios ARCIS, "Por su contribución al restablecimiento de la justicia en nuestro país". Santiago, Chile.
- 1999: Asociación Americana de Juristas, Valparaíso-Aconcagua: "Al más destacado defensor de la dignidad y los derechos del ser humano". Viña del Mar, Chile.
- 1999: Asociación en Apoyo de las Organizaciones Populares de Chile, Premio Joan Alsina: "Derechos humanos por la verdad y la justicia". Barcelona, España
- 1998: Coalición de ONG para una Corte Penal Internacional: "En aprecio y reconocimiento de las contribuciones al establecimiento de la Corte Penal Internacional". Roma, Italia.
- 1998: Ilustre Municipalidad de Viña del Mar: "En reconocimiento a su permanente lucha por la defensa de los derechos humanos". Viña del Mar, Chile.
- 1998: Premio de Excelencia Albert Schweitzer: "A la persona que ha llevado una vida o ha trabajado en el espíritu de Albert Schweitzer". Instituto Albert Schweitzer, Universidad Chapman. Orange, CA.
- 1995: Premio Universidad Bolivariana: "Por la defensa de los derechos humanos". Santiago, Chile.
- 1995: Universidad ARCIS: "En reconocimiento a su incansable lucha por mantener viva la esperanza". Santiago, Chile.
- 1995: Oficina Nacional de Derechos Humanos, Partido Socialista de Chile, Premio Diputado Carlos Lorca Tobar: "Por su incansable lucha por la verdad y la justicia". Santiago, Chile.
- 1995: Premio de Derechos Humanos de la Comisión Nacional de Derechos Humanos por la Justicia: "Por su servicio y defensa constante de la justicia". Santiago, Chite.
- 1995: Premio Partido por la Democracia: "Por su permanente lucha por los derechos humanos en nuestro país". Santiago, Chile.
- 1992: Premio Fundación Orlando Letelier: "Por su inquebrantable perseverancia en la búsqueda de la verdad y la justicia, valores fundamentales del mártir chileno Orlando Letelier". Caracas, Venezuela.
- 1992: Premio Internacional de Derechos Humanos Víctor Jara, Centro de Derechos Humanos y Derecho Constitucional: "Por su dedicado trabajo a favor de la verdad, la justicia y los derechos humanos". Los Ángeles, CA.
- 1992: Congreso de los Estados Unidos: Certificado de reconocimiento presentado por el congresista Howard R. Berman (D-CA). Washington D. C.
- 1990: Premio “Nunca Más” de Derechos Humanos, Fortín Mapocho: "Por su valiente actitud en defensa de los derechos humanos durante la dictadura". Santiago, Chile.